# Neothremma didactyla
Neothremma didactyla is een schietmot uit de familie Uenoidae. De soort komt voor in het Nearctisch gebied.